# Clément Champoussin
Clément Champoussin (ur. 29 maja 1998 w Nicei) – francuski kolarz szosowy.

## Osiągnięcia
Opracowano na podstawie:

2018
- 2. miejsce w Ruota d’Oro
- 3. miejsce w Piccolo Giro di Lombardia

2019
- 3. miejsce w Ronde de l’Isard
- 1. miejsce na 1. etapie Orlen Wyścigu Narodów (jazda drużynowa na czas)
- 3. miejsce w Grand Prix Priessnitz spa
- 1. miejsce w Giro della Regione Friuli Venezia Giulia
  - 1. miejsce w klasyfikacji punktowej
  - 1. miejsce na 1. (jazda drużynowa na czas) i 4. etapie
- 2. miejsce w Piccolo Giro di Lombardia

2021
- 2. miejsce w Classic de l’Ardèche
- 1. miejsce na 20. etapie Vuelta a España

## Rankingi
| Rok             | 2017  | 2018 | 2019 | 2020 | 2021 | 2022 | 2023 | 2024 |
| --------------- | ----- | ---- | ---- | ---- | ---- | ---- | ---- | ---- |
| World Ranking   | 2617. | 586. | 285. | 441. | 122. | 227. | 203. | 147. |
| UCI Europe Tour | 1744. | 426. | 232. | 362. | 104. | 186. | -    | 119. |
|                 |       |      |      |      |      |      |      |      |
| Źródło: UCI     |       |      |      |      |      |      |      |      |